# エン・メ・ヌナ
エン・メ・ヌナ（En-me-nuna）は、古代メソポタミア、キシュ第1王朝の王。
シュメール王名表によると、キシュ第1王朝（紀元前2900年頃以降）の15代目の王。